# Violett passionsblomma
Violett passionsblomma (Passiflora × violacea) är en hybrid i familjen passionsblommeväxtermellan arterna blå passionsblomma ((P. caerulea) och röd passionsblomma (P. racemosa). Den odlas ibland som krukväxt i Sverige.

## Beskrivning
Storväxta klättrande buskar. Utseendet varierar något mellan olika sorter, men vanligen med tre- till femflikiga, kala blad och violetta blommor med bikrona i vitt och mörkt purpur.
Namnet violacea (lat.) betyder violett.

## Sorter
- 'Angela' - blommor i vitt, lila och purpur. Bikrona lila med purpur bas, långa skruvade trådar.
- 'Eynsford Gem' - kompakt växtsätt som nästan blir buskliknande. Blommor i klasar med upp till 8 blommor.
- 'Lilac Lady' - bikrona med till hälfen purpursvarta och till hälfen vita trådar.

## Odling
Lättodlad krukväxt men blir också mycket vacker i ett uterum eller som utplanteringsväxt i skyddade, varma lägen. Kräver en solig placering och med bra ljus kan den blomma från april till sena hösten. Föredrar en väldränerad och näringsrik jord. Övervintras vid ca 15°C, men klarar tillfälligt lägre. Kräver god tillgång till näring och bör hållas jämnt fuktig året om. Förökas med frön eller sticklingar.

## Synonymer
- 'Passiflora ×caeruleoracemosa Sabine
- Passiflora tresederi nom. inval.